# Snéfrou
Snéfrou (translittération de snfr-wj, signifiant Il m'a perfectionné, de Ḥr-nb-mꜣꜥt-snfr-wj, signifiant Horus, Seigneur de Maât, m'a perfectionné), connu également sous son nom hellénisé Soris (grec : Σῶρις par Manéthon), est le roi fondateur de la IVe dynastie de l'Égypte sous l'Ancien Empire. Les estimations de dates de son règne varient ; il aurait régné aux alentours de 2600 avant notre ère. Il a succédé à Houni et a précédé son fils Khéops. Il a fait construire au moins trois pyramides monumentales, qui existent encore aujourd'hui, et a introduit des innovations majeures dans la conception et la construction de ces monuments.

## Famille

### Ascendance
Rien n'indique que le prédécesseur de Snéfrou, Houni, soit son père. La mère de Snéfrou est connue grâce à la pierre de Palerme et est nommée Mérésânkh Ire.

### Épouse
La seule épouse connue de Snéfrou est Hétep-Hérès Ire.

### Descendance
Les fils connus de Snéfrou sont :
- Néfermaât, fils aîné de Snéfrou et mari d'Itet ; titres : prêtre de Bastet, Prince héréditaire, Gardien de Nekhen, l'Un des cinq grands de la maison de Thot ; premier vizir de Snéfrou ; enterré à Meïdoum[3],[4] ;
- Khoufou (Khéops), fils de Hétep-Hérès Ire, successeur de Snéfrou[5] ;
- Ânkhkhâf, fils du roi de son corps, vizir du roi (sous la direction de son neveu Khéphren), enterré à Gizeh dans le mastaba G 7510 ; marié à Hétep-Hérès, fille du roi[6],[7] ;
- Kanefer, fils aîné du roi et fils de son corps ; enterré dans la tombe 28 à Dahchour ; second vizir de Snéfrou, qui a continué à servir sous Khéops[8],[4] ;
- Netjeraperef, enterré à Dahchour[9] ;
- Rahotep, fils du roi de son corps ; grand prêtre de Rê à Héliopolis ; enterré à Meïdoum avec sa femme Néfret[9] ;
- Ranefer ; enterré à Meïdoum[9] ;
- Iynefer ; enterré à Dahchour[8].

Les filles connues de Snéfrou sont :
- Hétep-Hérès, fille de Hétep-Hérès Ire et mariée à Ânkhkhâf[10] ;
- Néfertkaou, fille du roi de son corps, fille aînée de Snéfrou et enterrée dans le mastaba G 7050 à Gizeh ; sa tombe date de l'époque de Khéphren ; y sont mentionnés son père Snéfrou, son fils Néfermaât et son petit-fils Snéfroukhaf[3],[7] ;
- Néferetnésou, fille du Roi, fille du Dieu[9] ;
- Mérititès Ire, grande de sceptre et épouse du roi, mariée à son frère Khéops[11] ;
- Hénoutsen, peut-être fille du Roi, mariée à Khéops (elle n'est nommée que sur une stèle datée de la XXVIe dynastie et découverte à côté de la pyramide G1C à Gizeh)[12].

## Règne

### Durée
Le chiffre de vingt-quatre ans que le Canon royal de Turin donne pour le règne de Snéfrou est probablement sous-estimé. La date la plus haute est une inscription découverte dans la pyramide rouge de Dahchour, qui mentionne le 24e recensement de bétail de Snéfrou, ce qui implique une durée d'au moins vingt-quatre ans complets. Cependant, dans la pierre de Palerme, le recto 6 au bas du fragment montre l'année du 7e décompte de Snéfrou, tandis que le recto 7 sur la ligne suivante montre l'année du 8e recensement de Snéfrou. Il est significatif de noter qu'il y a une colonne précédente pratiquement intacte pour Snéfrou dans le recto 5, qui mentionne également les événements d'une année particulière de son règne, mais ne mentionne pas l'année précédente (6). Cette colonne doit donc être datée de l'année qui suit le 6e recensement de Snéfrou. Ainsi, le règne de Snéfrou aurait duré au moins vingt-huit ans. Puisqu'il y a beaucoup de périodes dans les règnes de Snéfrou pour lesquelles les égyptologues ont peu de dates, seules les années des 2e, 7e, 8e, 12e, 13e, 14e, 15e, 16e, 17e, 18e, 23e et 24e recensements sont connues pour Snéfrou avant de considérer les années après ses recensements du bétail.
Pour qu'il ait eu le temps de construire trois pyramides, son règne a sans doute dépassé les trente ans, mais pas quarante-huit, puisque les chiffres des recensements du bétail ne sont pas réguliers (ils ne se déroulent pas tous les deux ans).

### Expéditions à l'étranger
Pour réaliser des projets de construction aussi ambitieux, Snéfrou a dû faire appel à une main-d'œuvre conséquente et à de nombreux matériaux. Selon Guillemette Andreu, la politique étrangère du roi a pour cela joué un grand rôle. Des expéditions conduites en Libye et en Nubie lui ont permis de se fournir en main-d'œuvre et en matières premières disponibles dans ces régions.
La pierre de Palerme dit que Snéfrou a capturé de nombreux étrangers, qu'il a employés sur ses chantiers. Ses excursions ont également fourni du bétail pour le ravitaillement des ouvriers ; elles ont dû être désastreuses pour les pays concernés. En Nubie, il se peut que ses expéditions aient contribué à diffuser la culture matérielle dite du "groupe A" dans cette région. En Libye, ses campagnes ont fourni à l'Égypte 11 000 prisonniers et 13 100 têtes de bétail. Dans la péninsule du Sinaï, des traces d'activités minières ont été trouvées dans des gisements de turquoise. Un programme d'extraction à grande échelle a aussi fourni à Snéfrou la pierre dont il avait besoin pour ses constructions. Il a fait exploiter si intensément le Sinaï qu’il y est devenu une divinité locale.
Une expédition de quarante vaisseaux est envoyée au Liban pour en importer du bois de construction, essentiellement du cèdre et du sapin. Un navire en bois de cèdre de Snéfrou, nommé Louanges des Deux Terres, est le premier exemple connu d'un navire désigné par son nom.

### Politique intérieure
À partir de son règne, le dieu Horus devient le dieu dynastique. Snéfrou crée la fonction de vizir (tâty en ancien égyptien), qui est chargé d’administrer le pays au nom du roi et de recenser le bétail. Cette charge aurait été créée — bien que la fonction existât auparavant — pour son fils, le prince Néfermaât, qui devait administrer au nom du roi.
Des fouilles récentes lui attribuent également la pyramide de Seïlah, dans le Fayoum. Elle fait partie d'un réseau de plusieurs petites pyramides locales, construites par son prédécesseur Houni.

## Monuments et statues

### Statues
La seule représentation sculpturale de Snéfrou connue à ce jour[Quand ?] demeure celle du Musée égyptien du Caire. C'est un portrait en calcaire du corps du roi, placé debout, dos collé à ce qui semble être un socle vertical. Ce « socle » ressemble à un lit du fait qu'il est plus volumineux au niveau de la tête qu'au niveau du corps. Snéfrou porte la couronne Hedjet, symbole de pouvoir en Basse-Égypte, ainsi qu'un collier ousekh. Il est également vêtu d'un « kilt », auquel est attachée une ceinture où apparait son cartouche. Aujourd'hui, la partie droite du corps a disparu. Cette sculpture est d'autant plus précieuse qu'elle est non seulement la seule statue de Snéfrou, mais qu'elle est endommagée.

### Reliefs
Snéfrou est représenté sur plusieurs reliefs au cours de l'histoire.
Il y a celui retrouvé au Sinaï, à Ouadi Maghara, bâti en grès, qui représente Snéfrou, d'une taille plus grande que l'ennemi agenouillé qu'il est en train de battre avec sa massue. Il symbolise la victoire du roi face aux bédouins pour préserver les mines de cuivre et de turquoise dans l'ouest du Sinaï. Ce relief a pour but de montrer l'accomplissement d'un des rôles du roi : sécuriser les routes commerciales grâce au contrôle des tribus rebelles. En face de Snéfrou, le dieu Horus arbore la double couronne de Haute et Basse-Égypte, et se tient sur un serekh qui renferme le nom d'Horus du roi. Les autres titres et noms de Snéfrou entourent son image.
Il est également possible être le commanditaire d'une stèle aujourd'hui au Louvre (E 25982) portant le nom d'Horus Qahedjet qui a été datée originellement de la fin de la IIIe dynastie et souvent identifiée à Houni. Toutefois, selon une étude de Pierre Tallet, la découverte d'ancres au Ouadi el-Jarf datant du règne de Khéops et portant le titre Qa-Hedjet montre que Qa-Hedjet était un titre utilisé pendant la IVe dynastie. Ainsi, Pierre Tallet propose que Qa-Hedjet aurait été utilisé sur la stèle en tant que nom d'Horus par Snéfrou car elle aurait été placée dans l'un des monuments funéraires de ce dernier, c'est-à-dire à un endroit où l'identité du propriétaire de la stèle n'aurait fait aucun doute. Une seconde stèle équivalente aurait été placée dans le même monument mais au lieu de la couronne blanche Hedjet, le roi aurait porté la couronne rouge Decheret et le titre inscrit dans un serekh aurait été Qa-Decheret. L'érection de ces deux stèles auraient d'ailleurs été célébrée au point de figurer sur la pierre de Palerme dans la case correspondant au 8e recensement du règne.

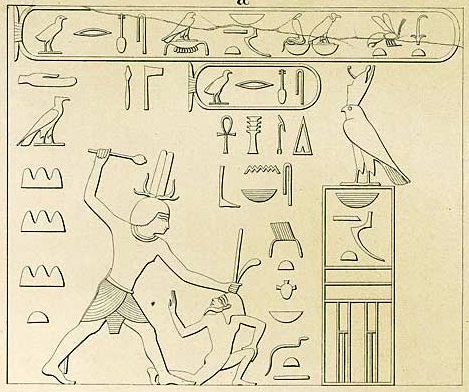
Dessin du relief de Snéfrou du Ouadi Maghara.
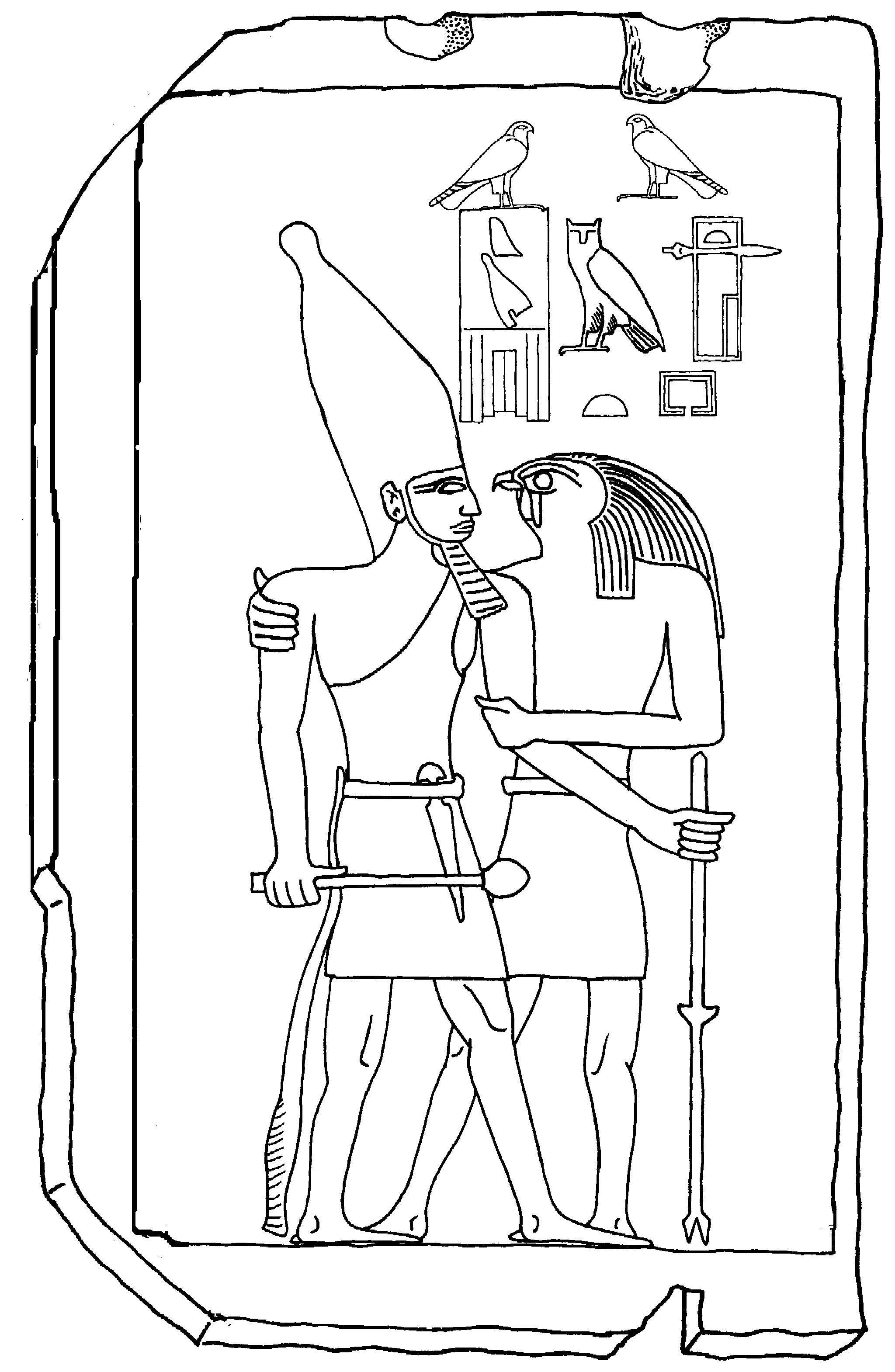
Stèle de Qa-Hedjet de provenance incertaine (Dahchour ?) (E 25982) - Musée du Louvre.

### Monuments

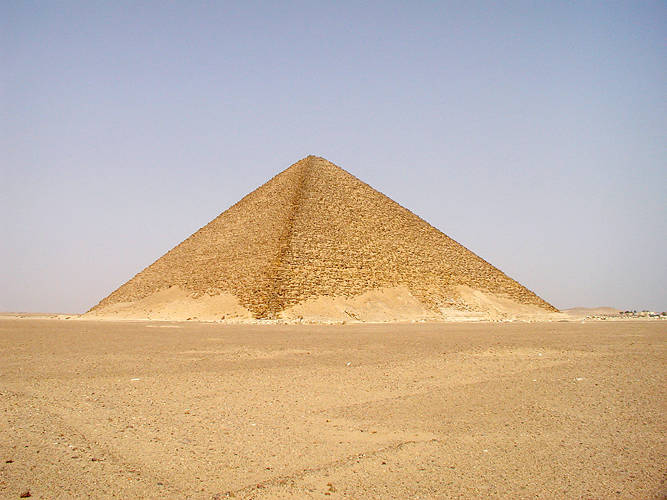
La pyramide rouge de Snéfrou

Pour ce qui est des constructions monumentales, Snéfrou a sans doute introduit l'ère des grandes pyramides, celle de la IVe dynastie. L'égyptologue Zahi Hawass, dans son ouvrage Trésors des Pyramides, écrit :

« Avec le long règne de Snéfrou, le premier roi de la quatrième dynastie, « l’âge des pyramides », l’époque des grands bâtisseurs de pyramides commence. C'est l'une des périodes les plus magnifiques et les plus glorieuses de la culture égyptienne. Outre l'architecture, l'art de la sculpture, le relief et la peinture atteignent leur point culminant. En sciences naturelles et en médecine, les fondements des connaissances et des pratiques sont établies et resteront valables pendant des siècles jusqu'à l'époque grecque. »

Cette citation suggère que l'apport artistique et savant de Snéfrou dépasse celui des pharaons antérieurs. En effet, l'ère des pyramides ne commence pas avec Snéfrou, mais avec Djéser, le premier pharaon de la IIIe dynastie. À l'origine de la première pyramide d'Égypte, bâtie par le célèbre architecte Imhotep, Djéser n'est pas vraiment considéré comme le grand précurseur de cette ère. Zahi Hawass pense que Snéfrou a eu un apport artistique plus prestigieux que Djéser, ce qui accentue son importance au sein de l'histoire de l'Égypte antique.

## Sépulture
Snéfrou se fait construire plusieurs pyramides au sud de Saqqarah :
- celle de Meïdoum, la pyramide de Meïdoum, dont on distingue actuellement le noyau et plusieurs de ses degrés ;
- celle de Dahchour-Sud, la pyramide rhomboïdale, une pyramide à deux pentes qui montre un brusque changement à mi-hauteur ;
- celle de Dahchour-Nord, la pyramide rouge, une pyramide régulière dont l'angle de pente est constant, préfigurant les pyramides à faces lisses.

C'est durant son règne que les pyramides d'Égypte atteignent le stade ultime de leur évolution, en devenant des pyramides à faces lisses.

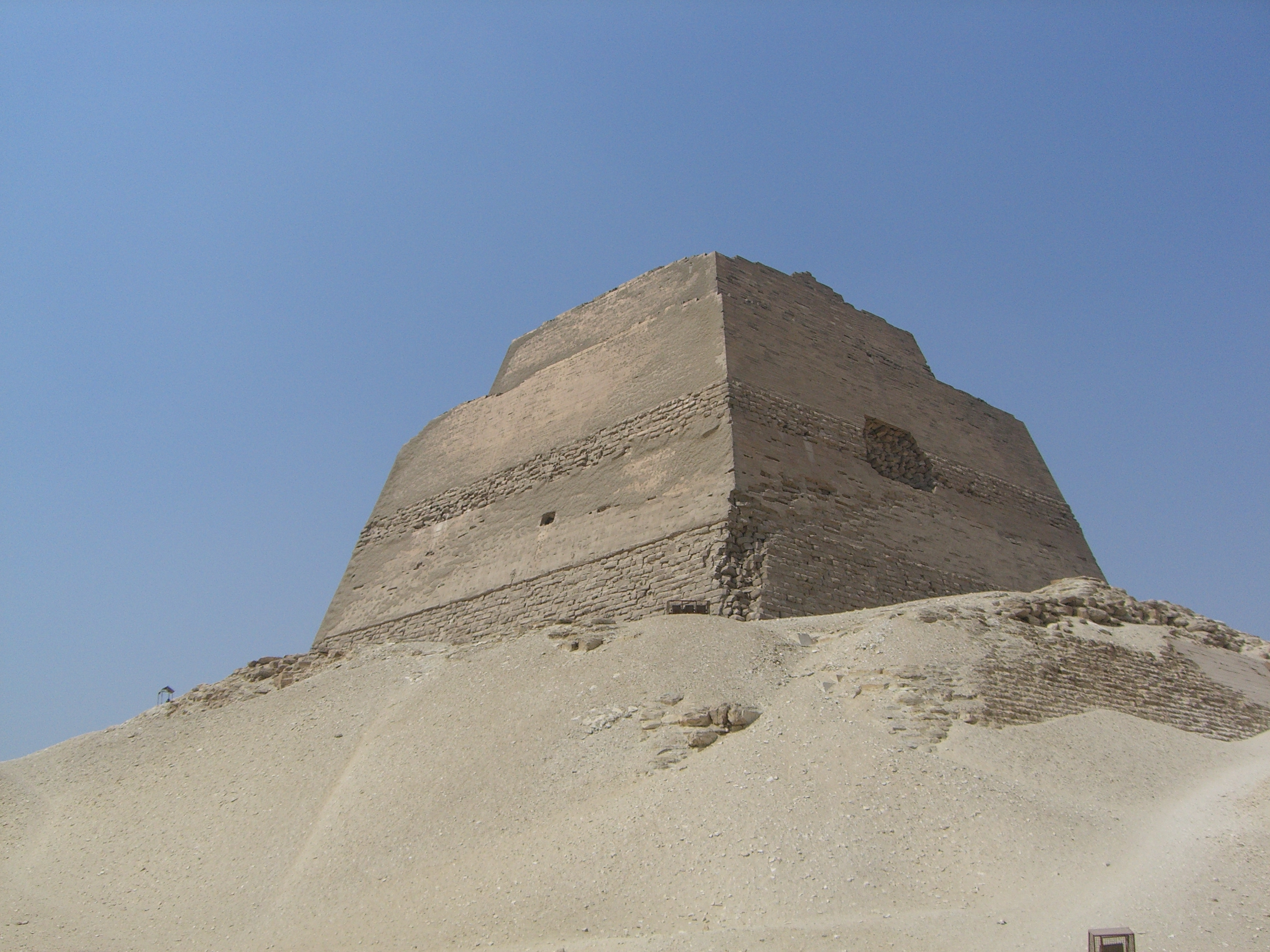
La pyramide de Meïdoum (angle nord-est).
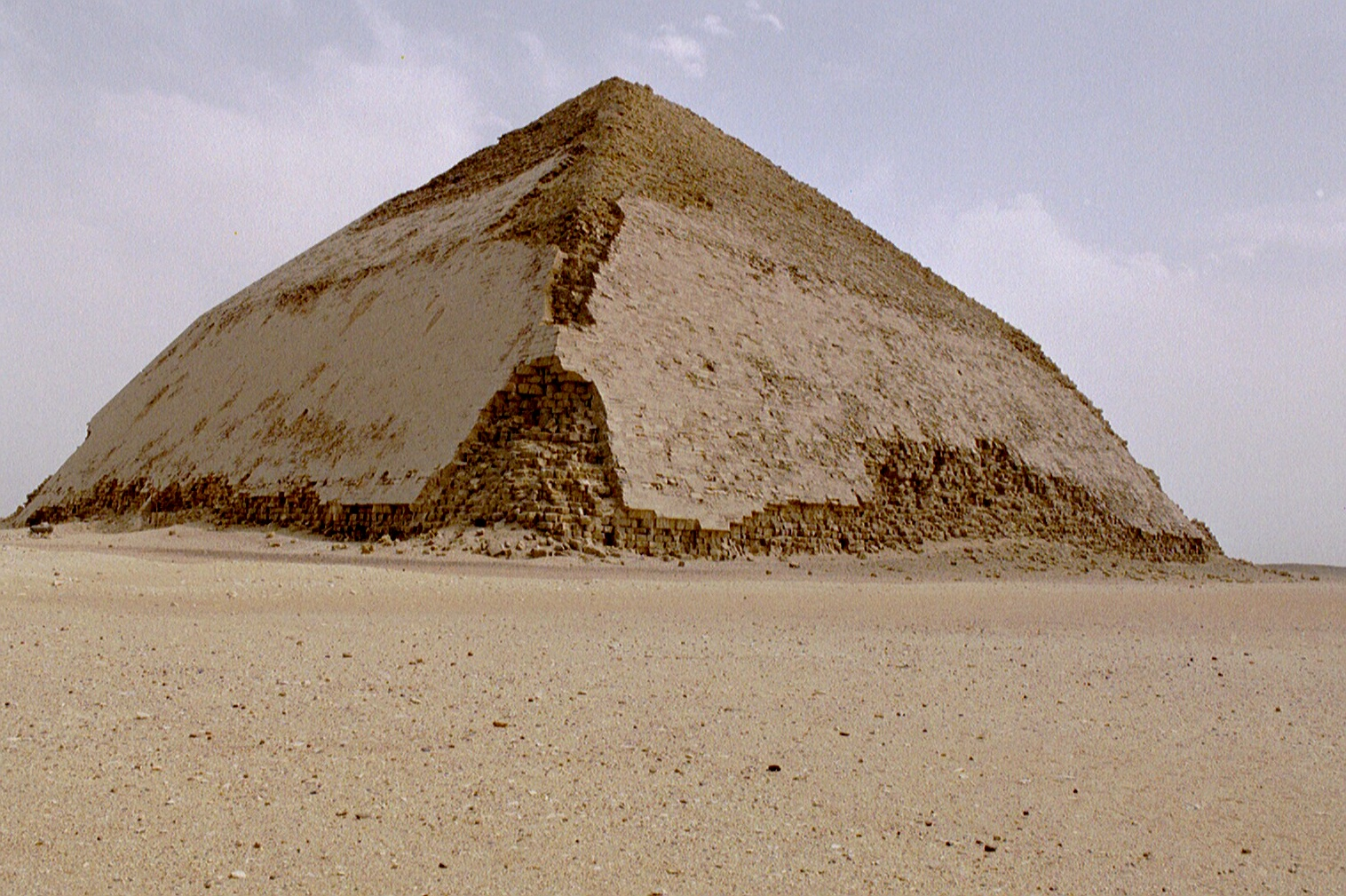
La pyramide rhomboïdale de Dahchour.
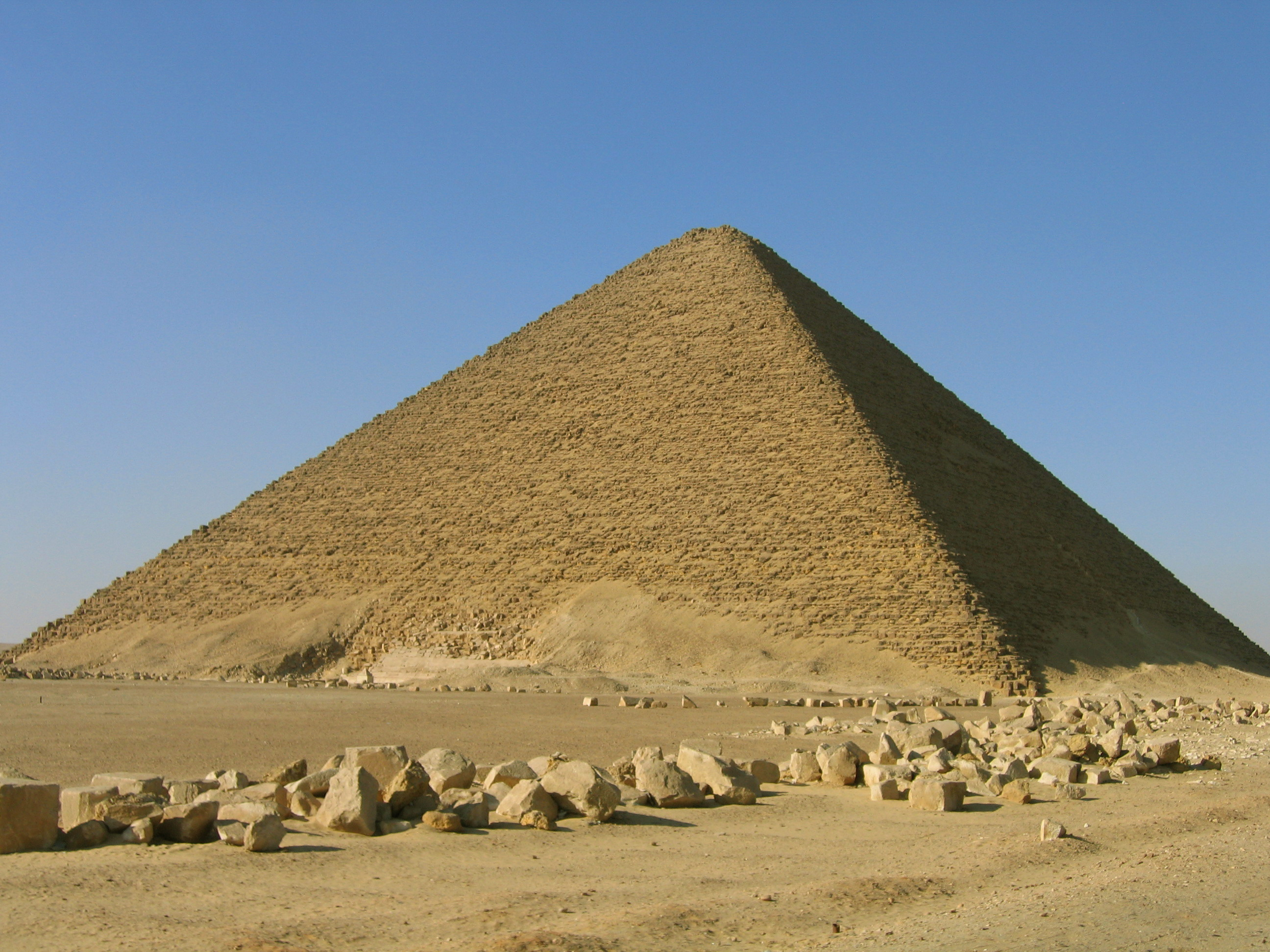
La pyramide rouge de Dahchour.